# Wong Wing Sum
Wong Wing Sum (chinesisch 王穎芯; * 18. Januar 1989) ist eine ehemalige Leichtathletin aus Hongkong, die sich auf den 100-Meter-Hürdenlauf spezialisiert hat. Ihren größten Erfolg feierte sie mit den Hallenasienmeistertitel über 60 m 2010 in Teheran.

## Sportliche Laufbahn
Erste internationale Erfahrungen sammelte Wong Wing Sum vermutlich im Jahr 2009, als sie bei den Ostasienspielen in Hongkong in 14,36 s den fünften Platz über 100 m Hürden belegte. Im Jahr darauf siegte sie in 8,79 s im 60-Meter-Hürdenlauf bei den Hallenasienmeisterschaften in Teheran und 2011 beendete sie ihre aktive sportliche Karriere im Alter von 22 Jahren.

## Persönliche Bestleistungen
- 100 m Hürden: 14,36 s (+0,5 m/s), 11. Dezember 2009 in Hongkong
  - 60 m Hürden (Halle): 8,79 s, 25. Februar 2010 in Teheran